# Бобова (Пољска)
Бобова (пољ. Bobowa) је град у Пољској у Војводству Малопољском у Повјату горлицком. Према попису становништва из 2011. у граду је живело 3.000 становника.

## Демографија
| 2011. | 2012. |
| ----- | ----- |
| 3.000 | 2.996 |